# 板二計畫
板二計畫（板新地區供水改善計畫二期工程）係行政院針對石門水庫中長期供水研究中，為達成大台北地區「共飲翡翠水」的目標所行之規劃。

## 背景
依據行政院2004年所完成之「中華民國台灣地區民國93年至140年人口推計」結果顯示，台北縣（今新北市）人口密度最高的地區板橋及新莊，人口數在民國101年（2012年）時將達到207萬，桃園供水區也將達到205萬4千人，屆時石門水庫將無法同時負荷桃園及板新地區水需求量。因此規劃板二計劃，將新北市飲用水改以新店溪水源供應，以緩解供水不足的問題。第二階段預計2019年底完工，屆時新北市除了東北角及北海岸地區以外，大部分區域都納入翡翠水庫的供水範圍。

## 工程內容
- 新增使用區域：板新地區、土城、樹林、三峽、鶯歌。
- 支援水量：由53萬噸提升至101萬噸。
- 水源調配：與板新給水廠[5]及直潭淨水場[6]配合回供新店溪供水區，解決水源機動調度。